# Stina Tweeddale
Stina Tweeddale (Glasgow, Escocia, Reino Unido; 16 de junio de 1989) es una compositora y cantante británica de indie rock. ella es la vocalista principal y la única guitarrista del dúo del rock femenino y rock alternativo británico Honeyblood. 

## Carrera musical

### Honeyblood
Después de su segundo concierto en la conferencia musical de Wide Days en Edimburgo, Honeyblood llamó la atención de FatCat Records, quien finalmente los firmó.
Al principio de la carrera de la banda, McVicar se vio obligado a tomar un descanso para completar su título de Odontología. Durante este tiempo, el baterista de reemplazo Rah Morriss trabajó para sostener la carrera creciente de la banda.
En noviembre de 2013, la banda viajó a Connecticut, EE. UU. Para trabajar con el productor Peter Katis en su álbum homónimo. El álbum de estudio fue grabado en solo diez días.
Han apoyado varios actos, incluidos Foo Fighters, Palma Violets, Sleigh Bells, Deap Vally, Courtney Barnett, We Were Promised Jetpacks y Superfood. Han jugado exhibiciones para artistas como The Skinny and Vice y festivales como Great Escape, Wide Days en Edimburgo, T en The Park y SXSW.
Hablando sobre el estilo lo-fi de la banda en Thrift Shop, Paul Lester de The Guardian escribió que "La canción principal, 'No Spare Key', suena como 'We're Never Getting Back Together' de Taylor Swift interpretada por dos chicas góticas escocesas haciendo una impresión de la Cadena de Jesús y María en una tumba, o un Haim enervado y abatido que necesita una comida cuadrada.
En el invierno de 2015, Stina y Cat se unieron al aclamado productor James Dring, que había trabajado anteriormente con personajes como Jamie T y Gorillaz, en el estudio Fish Factory de Londres para trabajar en su segundo álbum Babes Never Die. El álbum fue lanzado por Fat Cat Records el 4 de noviembre en el Reino Unido / UE y el 28 de octubre en los Estados Unidos.

## Discografía

### Álbumes
Honeyblood
- Thrift Shop, 2012
- Honeyblood, 2014
- Rise, 2015
- Babes Never Die, 2016